# David Rittenhouse
David Rittenhouse   (Germantown, 8 d'abril de 1732 - Filadèlfia, 26 de juny de 1796) fou un matemàtic i astrònom americà del segle xviii.

## Vida
Rittenhouse va néixer a Paper Mill Run, avui un barri de Filadèlfia, a uns cinc quilòmetres del centre, anomenat Rittenhouse Town, on la seva família tenia una fàbrica de paper. Els seus ascendents paterns eren mennonites germànics i els materns quàquers gal·lesos, però no va ser educat en forma dogmàtica i, anys més endavant, va ser membre de l'església presbiteriana.
Quan tenia dos anys es va traslladar a Norriton (uns 30 km. al NO de Filadèlfia) on els seus pares explotaven una granja. Des de ben menut va demostrar extraordinàries habilitats pel càlcul i la mecànica. En morir el seu oncle matern, va rebre com llegat una maleta amb eines i llibres, que va considerar un tresor. El 1753, la seva germana gran, Esther, es va casar amb el clergue episcopalià de Norriton, Thomas Barton, que havia estudiat al Trinity College (Dublín) i que va adonar-se de les extraordinàries capacitats de Rittenhouse i el va presentar a la Societat Filosòfica Americana, de la que en va esdevenir membre el 1768.
El 1766, quan ja havia establert un negoci de fabricació de rellotges a la granja familiar, es va casar amb Eleanor Colston amb qui va tenir dues filles, Betsy i Hetty, nascudes el 1767 i 1768 respectivament. Després de la mort de la seva dona, es va tornar a casar el 1772 amb Hannah Jacobs. A partir del 1770 va viure a Filadèlfia, exceptuant els períodes de guerra i les expedicions geogràfiques.
Va jugar papers clau en la Revolució Americana, participant en la redacció de la Constitució de Pennsilvània de 1776, essent vicepresident del consell de seguretat, tresorer de l'Estat de 1777 a 1789 i, finalment, primer president de la casa de la moneda dels Estats Units (U.S. Mint) de 1792 a 1795.
Rittenhouse va ser el successor de Benjamin Franklin com a president de la Societat Filosòfica Americana.

## Obra
Rittenhouse és conegut com a astrònom, rellotger i fabricant d'instruments astronòmics i com patriota, havent jugat papers importants en la revolució americana. També va ser un hàbil calculador, establint mètodes que simplificaven els càlculs dels astrònoms, com per exemple l'algorisme per a calcular el logaritme decimal d'un nombre.
Tots els seus escrits matemàtics es van publicar als Transactions de l'American Philosophical Society.